# Commission nationale de la communication et des libertés
La Commission nationale de la communication et des libertés, abrégé en CNCL est l'organisme français de régulation de l'audiovisuel de 1986 à 1989, présidé par Gabriel de Broglie. Cet organisme remplace la Haute Autorité de la communication audiovisuelle créée en 1982.
La CNCL est officiellement créée par la loi du 30 septembre 1986 – dite loi Léotard. Au cours du mandat de la CNCL, la chaîne publique TF1 est privatisée et sont ré-attribuées les 5e et 6e chaînes de télévision exploitées par La Cinq et TV6.
En 1989, elle est remplacée par le Conseil supérieur de l'audiovisuel.

## Composition
Sa composition prévoyait treize membres :
- deux membres nommés par le président de la République, deux par le président de l'Assemblée nationale, deux par le président du Sénat ;
- un membre nommé par le Conseil d'État, un par la Cour de Cassation, un par la Cour des Comptes, et un par l'Académie française, chacun en leur sein ;
- trois professionnels, respectivement de l'audiovisuel, des télécommunications, et de la presse écrite, cooptés par les dix premiers.

Les personnalités ainsi nommées en 1986 furent, :
| Membre                         | Désigné par / en qualité de          | Durée |
| ------------------------------ | ------------------------------------ | ----- |
| Catherine Tasca                | président de la République           | 9 ans |
| Bertrand Labrusse              | président de la République           | 5 ans |
| Daisy de Galard                | président de l'Assemblée nationale   | 9 ans |
| Jacqueline Baudrier            | président de l'Assemblée nationale   | 5 ans |
| Jean Autin                     | président du Sénat                   | 9 ans |
| Gabriel de Broglie (président) | président du Sénat                   | 5 ans |
| Pierre Huet                    | Conseil d'État                       | 9 ans |
| Yves Rocca                     | Cour de cassation                    | 5 ans |
| Michel Benoist                 | Cour des Comptes                     | 9 ans |
| Michel Droit                   | Académie française                   | 5 ans |
| Pierre Sabbagh                 | professionnel de l'audiovisuel       | 5 ans |
| Jean-Pierre Bouyssonnie        | professionnel des télécommunications | 9 ans |
| Roger Bouzinac                 | professionnel de la presse écrite    | 9 ans |

Catherine Tasca, à la suite de son entrée dans le gouvernement Rocard en 1988, fut remplacée par Michèle Gendreau-Massaloux.